# Krzyż Wojenny (Portugalia)
Krzyż Wojenny (port. Cruz de Guerra) – portugalskie odznaczenie wojskowe.

## Historia
Odznaczenie zostało ustanowione dekretem Prezydenta Republiki Portugalii nr 2:870 z dnia 30 listopada 1916 roku, dla nagrodzenia oficerów i żołnierzy, którzy wykazali się odwagą, stanowczością, zimną krwią i innymi cechami w obliczu wroga, w czasie działań bojowych. Odznaczenie w myśl art. 4 dekretu miało być nadawane przez ministra wojny, który w dniu 26 lipca 1917 roku wydał statut tego odznaczenia oraz jego wygląd. Zgodnie z dekretem odznaczenie miało 4 klasy.
Odznaczeniem tym byli nagradzani portugalscy żołnierzy uczestniczący w I wojnie światowej, dla których to odznaczenie zostało ustanowione. W późniejszym okresie nadawano go także żołnierzom uczestniczącym w walkach na terenie kolonii portugalskich. W dniu 28 maja 1946 roku na podstawie rozdziału III dekretu ministra wojny zmieniono jego statut oraz wygląd. Ponownie zmieniono statut i wygląd na podstawie rozdziału III dekretu z dnia 20 grudnia 1971 roku wydanego przez ministra obrony.

## Zasady nadawania
Odznaczenie to zgodnie ze statutem z roku 1917 mógł być nadawany oficerom i żołnierzom wojsk portugalskich za czyny dokonane w obliczu wroga na polu walki, a przede wszystkim za wykazaną odwagę, stanowczość, zimną krew i inne czyny godne pochwały w trakcie walki.
Na podstawie art. 9 dekretu z 1946 roku oprócz żołnierzy portugalskich, odznaczeniem tym mogli być nagradzani żołnierze innych armii współdziałających z wojskami portugalskimi, jak również osoby cywilne zarówno obywatele portugalscy jak i cudzoziemcy. Natomiast art. 14 dekret z 1971 roku określa, że odznaczeniem tym mogą być nagradzani żołnierze portugalscy, jak również osoby cywilne zarówno obywatel portugalscy jak również cudzoziemcy współdziałający z wojskami portugalskimi.

## Opis odznaki
Odznaka odznaczenia jest wykonana ze brązu i ma kształt krzyża maltańskiego. Odznaka krzyża była identyczna dla wszystkich klas.
Na podstawie art. 1 dekretu z 1917 roku na awersie w środku krzyża w okręgu znajdują się w rysunek przedstawiający profil głowy kobiety z wińcem laurowym, która symbolizuje republikę, a wokół tego rysunku jest napis w języku portugalskim REPÚBLICA PORTUGESA 1917 (pol. Republika Portugalii 1917). Na rewersie odznaki w centralnej części w okręgu znajduje się herb Portugalii. Oznaczenie poszczególnych klas krzyża znajdowało się na wstążce krzyża. I tak: klasa I była oznaczona w postaci zawieszki na wstążce w postaci złotego krzyża otoczonego wieńcem laurowym, klasa II – złotego krzyża, klasa III – srebrnego krzyża, klasa IV – nie posiadała zawieszki.
Na podstawie dekretu z 1946 roku zmieniono wygląd odznaki. Na awersie odznaki znajduje się herb Portugalii (jak rewers ze wzoru z 1917 roku), natomiast na rewersie w okręgu napis Cruz de Guerra (pol. Krzyż Wojenny). Kolejna zmiana wyglądu odznaki odznaczenia miała miejsce na podstawie dekretu z 1971 roku, gdy na rewersie w środku krzyża w okręgu umieszczono dwa skrzyżowane miecze oraz wieniec laurowy, awers pozostał identyczny jak z w dekrecie z 1946 roku.
Medal był noszony na wstążce koloru czerwonego z siedmioma wąskimi zielonymi paskami. Na wstążce umieszczano symbole poszczególnych klas odznaczenie w postacie: złotego krzyża z wieńcem laurowym – kl. I, złotego krzyża – kl. II, srebrnego krzyża – kl. III.